# Ib Nørholm
 For alternative betydninger, se Ib Nørholm (flertydig). (Se også artikler, som begynder med Ib Nørholm)
Ib Nørholm (født 24. januar 1931 i Søborg, død 10. juni 2019) var en dansk komponist og organist.
Elev af bl.a. Vagn Holmboe. Diplom- og organisteksamen fra Det Kongelige Danske Musikkonservatorium i 1954-55. Fra 1980 professor i komposition samme sted. I en årrække musikkritiker ved flere dagblade, bl.a. Information.
Ib Nørholm har bl.a. komponeret tv-operaen Invitation til Skafottet (1967) og operaerne Den unge park (1970), Orfeus-forvandlinger (1971), Havemuren (1977) samt Sandhedens hævn (1986).
Nørholm kastede sig tidligt over musikken og komponerede allerede sin første kammeropera 'Sneglen og Rosenhækken' som teenager. På konservatoriet i København blev hans kompositoriske evner tilrettet af lærere såsom Vagn Holmboe og fra 1961 underviste han selv på konservatoriet, hvor han senere også blev professor.
Frem til '59 var Nørholms kompositioner domineret af den lyriske nordiske tone, man også finder hos Carl Nielsen Mødet med den nye europæiske avantgardebevægelse i Rom i 1959 medførte et totalt skift i hans musikstil. Inspireret af Boulez' og Stockhausens serialisme begyndte han en ny strengt gennemorganiseret skrivemåde, der førte til det første danske serielle værk: klavertrioen opus 22.
Operaen 'Invitation til skafottet' (1965) blev bestilt af DR. Operaen var startskuddet til en mere pluralistisk tilgang, hvis idegrundlag var, at alle musikalske dogmer var til diskussion og alt musikalsk materiale var brugbart. På den måde kunne flere musikalske 'sprog' sammenkobles i et hele – ofte med skærende kontraster.
Nørholm gjorde sig mest gældende som symfoniker. Hans 55 min. lange 2. symfoni 'Isola bella', bestilt af DR Radiosymfoniorkesteret, var et forsøg på at skabe en samlet musikverden. Andre af hans symfonier har en programagtig karakter såsom den 4. symfoni 'Modskabelsen', der handler om frembringelsen af menneskelige viden. Senest er Symfoni nr.13 kommet til (2013).
I sine sene år øgede Nørholm fokusset på samspillet mellem individ og gruppe, men bibeholdt sit tvist af det uventede.